# 阿部勇樹
阿部 勇樹（あべ ゆうき、1981年9月6日 - ）は、千葉県市川市出身の元プロサッカー選手、サッカー指導者。現役時代のポジションはミッドフィールダー、ディフェンダーだが、守備的ポジションであればどこでもプレーできるユーティリティープレイヤー。元日本代表。
2010 FIFAワールドカップ日本代表でアンカーとして活躍した。

## 来歴

### プロ入り前
1981年、2男1女の第3子として出生。兄の影響で幼少の頃からサッカーに親しみ、休日で寝ている父親の枕を蹴り飛ばして起床させ父兄共にボールを蹴り合って遊んでいた。父親の感情豊かな感激屋の影響を受け、（5歳上の）兄からボールが取れないといっては泣き、試合内容が悪かったといっては涙し、勝利に貢献して褒められては目に涙を浮かべている何かと涙もろい子だった。
通っていた幼稚園の縁と父の勧めで柏イーグルス入団。小学4年生時に富美浜FC（現FC LAZO市川）へ加入、小学5年生時、市川FCの選抜、2チームを掛け持ちする。小学校6年生時、ジェフユナイテッド市原のユースセレクションに合格する。
市立船橋高校からの誘いもあったが、本人は大半の時間をジェフ市原ユースでのサッカーに注ごうとすべく通信制の高校に進学を希望するも、両親が反対した上に姉が激怒。高校進学に向けて塾に入れられ、受験勉強を猛スピードで行い、一般入試で東京学館浦安高校普通科に進学。

### 選手時代

#### ジェフユナイテッド市原・千葉
Jリーグ初出場は、1998年8月5日、Jリーグ1stステージ第16節のガンバ大阪戦（万博記念競技場）。当時のチームメイトの山口智の記録を破り、16歳と333日というJ1の最年少記録を打ち立てた。1999年には高校3年生ながらJ1で30試合に出場し、4月10日 1stステージ第6節神戸戦（神戸総合運動公園ユニバー記念競技場）でJリーグ初得点を挙げた。
2000年に佐藤勇人・佐藤寿人とともにトップチームに昇格。2003年にイビチャ・オシムが新監督に就任すると、オシムは当時既に国際経験や実力を備えながらも前面に出ようとしていなかった阿部を21歳でキャプテンに抜擢。オシム就任当時、ベテラン選手のプレーに頼り切っている後輩という当時のチーム事情を憂慮、プレーも消極的で性格も大人しいがチーム内では人当たりの良い阿部を先輩後輩の垣根を取り除く役目も（本人には黙って）与える。後にジェフは看板選手を次々と放出、当時は監督の命令でキャプテンを務めるのが嫌で仕方なかったが試合を重ねるごとに阿部はキャプテンとしての頭角を現すことになる。
この起用は周囲に譲りがちだったFKを自ら蹴り、積極的に攻撃に参加するといった成長をもたらす。2005年のJリーグ戦では守備的MFながら12得点（うち1回はハットトリック）を挙げ、常にJ2降格ラインにいたチームを2005年、2006年のナビスコ杯2連覇に導いた立役者の1人になった。後にイビチャ・オシム監督との出会いによって、戦う姿勢が変わったことと、複数のポジションをこなせることを「ポリバレント」と称され、それが自分の強みと自覚できるようになったと語っている。

#### 浦和レッズ
2007年1月12日、ジュニアユース時代から在籍した千葉から浦和レッズへの移籍を発表。国内最高額といわれる移籍金（推定3億5千万円）で1月22日に正式契約を結ぶ。2010年、浦和との3年契約が満了したため、海外移籍の噂もあったが1月31日、浦和と1年間契約延長をすることで合意。
千葉在籍時の2005年と2006年、浦和在籍時の2007年と3年連続でJリーグベストイレブンに選出。サポーターからの人気も高く、2003年～2007年までJリーグオールスターサッカーに5年連続でサポーター投票で選出され、特に、2004年と2005年は最高得票数を獲得。2008年からJOMO CUPに替わっても、メンバーに選ばれ続けていた。
FIFAクラブワールドカップ2007では、浦和からただ1人、大会のMVP候補8人の1人に選ばれた（受賞はブラジル代表でもあるACミランのカカ）。2010年7月、彩の国功労賞を受賞。また、市川市が市民栄誉賞を授与すると発表した。

#### レスター・シティ
2010年W杯終了後、オランダ・エールディビジのフェイエノールト、VVVフェンローから高い関心を示されており、阿部の関係者もオランダリーグへの移籍が近づいているとコメントするなどオランダ移籍が有力視されていたが、移籍期限の直前にイングランド2部・フットボールリーグ・チャンピオンシップのレスター・シティFCが3年契約での正式オファーを出し、基本合意。最大の障害だった就労ビザの問題も解決し、2010年8月31日に移籍が正式に決定した。レスターシティでの初得点は、2011年5月7日 チャンピオンシップ最終節イプスウィッチ・タウンFC戦（ウォーカーズ・スタジアム）。2012年1月22日、日本に残していた家族を最優先したいとの理由でチームと双方合意の上で契約を解除した。

#### 浦和レッズ復帰
2012年、1月24日に浦和に復帰。ミハイロ・ペトロヴィッチ監督からチームキャプテンに指名された。2012年ではボランチとして全試合出場。退場となったJ1第4節川崎フロンターレ戦を除いてフル出場を果たした。チームも3位となり、ACLの出場権を獲得した。なお、阿部はJリーグ優秀選手賞も受賞した。2013年、J1第33節が11月30日に行われ、J1通算400試合出場を達成した。400試合出場は史上13人目。
2016年、4月16日に行われた1stステージ第7節の仙台戦において、史上12人目（GKを除くと3人目）となるリーグ戦100試合連続フル出場を達成した。10月1日、2ndステージ第14節のガンバ大阪戦でJ1通算500試合出場を達成した。奇しくもこの試合はデビュー戦と同一カードとなり、勝利し自身の記録達成に花を添えた。
また遠藤保仁を抜き史上最年少での500試合出場を達成、山田暢久に続く記録達成は同一クラブ二人目では史上初、海外移籍経験者の記録達成も史上初、下部組織出身選手の記録達成も史上初と記録づくめとなった。同試合で後半9分に遠藤からボールを奪取後倒された瞬間背中を右足で蹴られあまりの痛さにピッチ上でのたうち回ったがその後も試合終了までプレーし、次のJリーグカップ準決勝第１戦FC東京戦もフル出場したが試合終了後メディカルチェックを受けると右肋骨を骨折している事が発覚した。決勝ガンバ大阪戦では強行出場し浦和レッズ移籍後初の国内タイトルを手にした。ジュビロ磐田戦で山田暢久の出場記録を抜く通算502試合を達成した。
2017年5月14日、第11節のアルビレックス新潟戦で先発フル出場を果たし、当時J1最多となる「138」試合連続フル出場を果たした。
2018年8月11日、第21節のサガン鳥栖戦で途中出場し、史上4人目かつ史上最年少でのJ1通算550試合出場を果たした。
2021年、2017年以来2度目のチームキャプテンに就任した。開幕戦のFC東京戦でスタメン出場しゴールを決めた。11月14日、2021年シーズンをもってプロサッカー選手を引退することを正式に発表した。

#### 日本代表
ジュニアユース時代から各年代別で日本代表に選出されてきた。小野伸二、稲本潤一、高原直泰といった、いわゆる黄金世代が準優勝した1999 FIFAワールドユース選手権では、フィリップ・トルシエ監督の下、一つ下の世代から代表選出されたが、感染病の予防接種の問題で参加できなかった。
アテネオリンピックを目指す山本昌邦監督率いる五輪代表チームにも選ばれ、2002年アジア競技大会では青木剛の負傷により主にスイーパーを担当。決勝では青木の復帰に伴い本職のボランチに移るが敗戦し、準優勝に終わる。
ダブルセントラルで行なわれたアテネ五輪アジア予選では負傷明けにより、後半戦の日本ラウンドに万全の状態で合流するために前半戦のUAEラウンドを回避、日本ラウンド初戦で田中マルクス闘莉王が負傷退場すると、それからスイーパーを務める。レバノン戦でFKを直接決めるなど予選突破に貢献。
2004年の本大会にも松井大輔、大久保嘉人、駒野友一、森崎浩司らと共に出場。本職だったボランチから右サイドバックやリベロに起用され、またキャプテンだった那須大亮がベンチになるとゲームキャプテンも務めたが、グループリーグで敗退。
A代表にはジーコ代表監督により2003年、東アジアサッカー選手権で初選出、2005年1月29日のカザフスタンとの親善試合（横浜国際競技場）でA代表初出場を果たした。A代表初ゴールは2006年8月16日のアジアカップ予選、イエメン戦。2006 FIFAワールドカップではメンバーから漏れるが、代表監督がイビチャ・オシムに変わるとAFCアジアカップ2007をはじめ主にセンターバックとして出場。
岡田武史代表監督の下でも代表に選出され、2010年5月10日、2010 FIFAワールドカップで初選出。それまでCBで起用され、巧く機能しないことが多かったが、W杯本戦では終始アンカーとして全試合にスタメン出場。決勝トーナメント1回戦パラグアイ戦で中村憲剛と途中交代するまでフル出場を続けた。堅固な守備陣の一角として日本のグループリーグ突破に貢献し、元日本代表MF中田英寿や、元日本代表SB内田篤人からは日本代表のMVPに挙げられた。

### 指導者時代

#### 引退前
選手時代にJFA公認B級コーチライセンスを取得。現役引退にあたり、選手時代に指導を受けたイビチャ・オシム、ミハイロ・ペトロヴィッチの両氏に負けない指導者になれるように頑張っていきたいと指導者の道へ進むことを明らかにした。

#### 引退後
2022年シーズンより浦和レッズユースのコーチに就任。浦和レッズの新体制が発表された2022年1月12日、ユースチームのコーチに就任する事が発表された。直後に更新された自身のTwitterでも「2022年、阿部は浦和レッズユースのコーチとして指導者の道をスタートします！」とツイートし、指導者として第2のキャリアを始めた事を明らかにした。
また3月には日本サッカー協会（JFA）のロールモデルコーチに就任し、アンダー世代の日本代表チームをはじめ若年層を対象とした強化および普及に携わる。2022年3月16日、日本サッカー協会は阿部とロールモデルコーチとして契約したことを発表した。
2022年11月12日に埼玉スタジアムにて、引退試合を開催。元浦和レッズの選手を中心とした「URAWA ASIAN KINGS」と、元ジェフ千葉と元日本代表の選手を中心としたチーム「JEF・JAPAN FRIENDS」の対戦となり、阿部は両チームに参加した。その1週間後の2022年11月20日に開催された、イビチャ・オシムの追悼試合に「OSIM JEF LEGEND」チームの一員として参加した。

## 評価
評論家の後藤健生は阿部について、ディフェンダーとして、所属クラブでも日本代表でも起用され結果を残している事を認めつつ、「彼はやはり本来はMF」 だという見方を示している。

## エピソード
- 2001年5月、右脛骨疲労骨折による髄内釘固定術を受け、8月復帰。
- テレビ朝日の『やべっちFC』に出演した際、「YABEっち」の「Y」を取ると「ABEっち」になるとアピール、これから「あべっちと呼んでください」と笑いを誘った。
- 市原時代から守備能力に加えて精度の高いFKも武器としていたため和製ベッカムと呼ばれたり、「アベッカム｣ともじられることもあった。しかし、オシム就任後はセットプレーでの競り合いに強さにも定評があったため受け手側に回り、代わりに水野晃樹が蹴ることが多くなった。浦和移籍後もポンテや柏木陽介、日本代表でも中村俊輔や遠藤保仁等が蹴ることが多かったためにFK、CKを蹴る機会は少なくなっていたが、2016年7月9日の柏レイソル戦で直接フリーキックによるゴールを挙げ、そのゴールを伊メディア「トゥットスポルト」が阿部を「日本のピルロ」として動画付きで紹介した[27]。
- 秋山翔吾と親交があり、2021年に自身が引退会見を開いた際はサプライズで花束を贈呈された[28]。
- JリーグNo. 1のPKの名手としても知られており、リーグ戦20本以上蹴った上で成功率は100%となっている[29]。
- 3人兄姉の末っ子。実姉は八雲学園中学校・高等学校バスケットボール部の現職アシスタントコーチ。2009年に同校がウィンターカップに初出場を果たした際には激励に訪れ、選手一人一人のシューズにサインした[30]。
- 2004年7月7日入籍。2007年7月19日、第一子となる長男が誕生。
- 2020年5月、コロナ感染予防の一環としてさいたま市の防災無線で呼びかけを行う。
- 2021シーズン開幕戦に出場し、J1通算23年プレーとなり歴代最多記録となった[31]。

## 所属クラブ
- 富美浜FC
- 1988年 - 1993年 市川FC (市川市立富美浜小学校)
- 1994年 - 1996年 ジェフユナイテッド市原ジュニアユース (市川市立福栄中学校)
- 1997年 - 1999年 ジェフユナイテッド市原ユース (東京学館浦安高等学校)
- 2000年 - 2006年 ジェフユナイテッド市原 / ジェフユナイテッド市原・千葉
- 2007年 - 2010年8月 浦和レッズ
- 2010年8月 - 2012年1月 レスター・シティFC
- 2012年1月 - 2021年 浦和レッズ

## 個人成績
| 国内大会個人成績 | 国内大会個人成績 | 国内大会個人成績 | 国内大会個人成績 | 国内大会個人成績 | 国内大会個人成績 | 国内大会個人成績 | 国内大会個人成績 | 国内大会個人成績 | 国内大会個人成績 | 国内大会個人成績 | 国内大会個人成績 |
| 年度             | クラブ           | 背番号           | リーグ           | リーグ戦         | リーグ戦         | リーグ杯         | リーグ杯         | オープン杯       | オープン杯       | 期間通算         | 期間通算         |
| 年度             | クラブ           | 背番号           | リーグ           | 出場             | 得点             | 出場             | 得点             | 出場             | 得点             | 出場             | 得点             |
| 日本             | 日本             | 日本             | 日本             | リーグ戦         | リーグ戦         | リーグ杯         | リーグ杯         | 天皇杯           | 天皇杯           | 期間通算         | 期間通算         |
| ---------------- | ---------------- | ---------------- | ---------------- | ---------------- | ---------------- | ---------------- | ---------------- | ---------------- | ---------------- | ---------------- | ---------------- |
| 1997             | 市原             | 30               | J                | 0                | 0                | 0                | 0                | 0                | 0                | 0                | 0                |
| 1998             | 市原             | 31               | J                | 1                | 0                | 0                | 0                | 0                | 0                | 1                | 0                |
| 1999             | 市原             | 29               | J1               | 30               | 1                | 2                | 0                | 1                | 0                | 33               | 1                |
| 2000             | 市原             | 8                | J1               | 25               | 0                | 3                | 0                | 3                | 2                | 31               | 2                |
| 2001             | 市原             | 6                | J1               | 17               | 3                | 2                | 0                | 2                | 0                | 21               | 3                |
| 2002             | 市原             | 6                | J1               | 24               | 1                | 3                | 0                | 2                | 0                | 29               | 1                |
| 2003             | 市原             | 6                | J1               | 27               | 3                | 3                | 0                | 4                | 0                | 34               | 3                |
| 2004             | 市原             | 6                | J1               | 24               | 5                | 5                | 1                | 1                | 0                | 30               | 6                |
| 2005             | 千葉             | 6                | J1               | 33               | 12               | 10               | 5                | 1                | 0                | 44               | 17               |
| 2006             | 千葉             | 6                | J1               | 33               | 11               | 8                | 2                | 1                | 0                | 42               | 13               |
| 2007             | 浦和             | 22               | J1               | 33               | 3                | 0                | 0                | 1                | 0                | 34               | 3                |
| 2008             | 浦和             | 22               | J1               | 33               | 6                | 1                | 0                | 1                | 0                | 35               | 6                |
| 2009             | 浦和             | 22               | J1               | 34               | 2                | 4                | 0                | 0                | 0                | 38               | 2                |
| 2010             | 浦和             | 22               | J1               | 20               | 3                | 2                | 1                | -                | -                | 22               | 4                |
| イングランド     | イングランド     | イングランド     | イングランド     | リーグ戦         | リーグ戦         | FLカップ         | FLカップ         | FAカップ         | FAカップ         | 期間通算         | 期間通算         |
| 2010-11          | レスター         | 22               | FLC              | 36               | 1                | 2                | 0                | 2                | 0                | 40               | 1                |
| 2011-12          | レスター         | 22               | FLC              | 16               | 1                | 2                | 0                | 1                | 0                | 19               | 1                |
| 日本             | 日本             | 日本             | 日本             | リーグ戦         | リーグ戦         | リーグ杯         | リーグ杯         | 天皇杯           | 天皇杯           | 期間通算         | 期間通算         |
| 2012             | 浦和             | 22               | J1               | 34               | 4                | 4                | 0                | 3                | 0                | 41               | 4                |
| 2013             | 浦和             | 22               | J1               | 33               | 6                | 5                | 0                | 0                | 0                | 38               | 6                |
| 2014             | 浦和             | 22               | J1               | 34               | 4                | 7                | 1                | 1                | 1                | 42               | 6                |
| 2015             | 浦和             | 22               | J1               | 34               | 3                | 2                | 2                | 4                | 1                | 40               | 6                |
| 2016             | 浦和             | 22               | J1               | 34               | 1                | 4                | 1                | 1                | 0                | 39               | 2                |
| 2017             | 浦和             | 22               | J1               | 33               | 3                | 1                | 0                | 0                | 0                | 34               | 3                |
| 2018             | 浦和             | 22               | J1               | 27               | 1                | 5                | 0                | 5                | 0                | 37               | 1                |
| 2019             | 浦和             | 22               | J1               | 11               | 0                | 1                | 0                | 3                | 0                | 16               | 0                |
| 2020             | 浦和             | 22               | J1               | 3                | 0                | 0                | 0                | -                | -                | 3                | 0                |
| 2021             | 浦和             | 22               | J1               | 13               | 3                | 6                | 0                | 1                | 0                | 20               | 3                |
| 通算             | 日本             | 日本             | J1               | 590              | 75               | 78               | 13               | 35               | 4                | 703              | 92               |
| 通算             | イングランド     | イングランド     | FLC              | 52               | 2                | 4                | 0                | 3                | 0                | 59               | 2                |
| 総通算           | 総通算           | 総通算           | 総通算           | 642              | 77               | 82               | 13               | 38               | 4                | 762              | 94               |

- 1998年と1999年はユース所属

その他の公式戦
- 2007年
  - スーパーカップ 1試合0得点
- 2015年
  - スーパーカップ 1試合0得点
  - Jリーグチャンピオンシップ 1試合0得点
- 2016年
  - Jリーグチャンピオンシップ 2試合1得点
- 2017年
  - スーパーカップ 1試合0得点
- 2019年
  - スーパーカップ 1試合0得点

| 国際大会個人成績 | 国際大会個人成績 | 国際大会個人成績 | 国際大会個人成績 | 国際大会個人成績 | FIFA      | FIFA      |
| 年度             | クラブ           | 背番号           | 出場             | 得点             | 出場      | 得点      |
| AFC              | AFC              | AFC              | ACL              | ACL              | クラブW杯 | クラブW杯 |
| ---------------- | ---------------- | ---------------- | ---------------- | ---------------- | --------- | --------- |
| 2007             | 浦和             | 22               | 12               | 3                | 3         | 0         |
| 2008             | 浦和             | 22               | 4                | 0                | -         | -         |
| 2013             | 浦和             | 22               | 6                | 1                | -         | -         |
| 2015             | 浦和             | 22               | 5                | 0                | -         | -         |
| 2016             | 浦和             | 22               | 6                | 0                | -         | -         |
| 2017             | 浦和             | 22               | 11               | 0                | 2         | 0         |
| 2019             | 浦和             | 22               | 6                | 0                | -         | -         |
| 通算             | AFC              | AFC              | 50               | 4                | 5         | 0         |

その他の国際公式戦
- 2006年
  - A3チャンピオンズカップ 3試合1得点
- 2007年
  - A3チャンピオンズカップ 2試合0得点
- 2017年
  - スルガ銀行チャンピオンシップ 1試合1得点

## 代表歴

### 出場大会
- U-23
  - 2002年 釜山アジア競技大会 (準優勝)
  - 2004年 アテネオリンピック (グループリーグ敗退)
- A代表
  - 2003年 東アジアサッカー選手権2003 (準優勝)
  - 2005年 東アジアサッカー選手権2005 (準優勝)
  - 2007年 アジアカップ タイ・マレーシア・ベトナム・インドネシア大会 (4位)
  - 2010年 東アジアサッカー選手権2010 (3位)
  - 2010年 FIFAワールドカップ 南アフリカ大会 (ベスト16)

### 試合数
- 国際Aマッチ 53試合 3得点 (2005年 - 2011年)[1]

| 日本代表 | 国際Aマッチ | 国際Aマッチ |
| 年       | 出場        | 得点        |
| -------- | ----------- | ----------- |
| 2005     | 5           | 0           |
| 2006     | 8           | 1           |
| 2007     | 11          | 1           |
| 2008     | 9           | 0           |
| 2009     | 8           | 1           |
| 2010     | 9           | 0           |
| 2011     | 3           | 0           |
| 通算     | 53          | 3           |

### 出場
| No. | 開催日         | 開催都市             | スタジアム                         | 対戦相手                 | 結果        | 監督                     | 大会                             |
| --- | -------------- | -------------------- | ---------------------------------- | ------------------------ | ----------- | ------------------------ | -------------------------------- |
| 1.  | 2005年01月29日 | 神奈川県             | 横浜国際総合競技場                 | カザフスタン             | ○4-0        | ジーコ                   | キリンチャレンジカップ           |
| 2.  | 2005年08月03日 | 大田                 |                                    | 中華人民共和国           | △2-2        | ジーコ                   | 東アジア選手権                   |
| 3.  | 2005年08月07日 | 大邱                 |                                    | 韓国                     | ○1-0        | ジーコ                   | 東アジア選手権                   |
| 4.  | 2005年08月17日 | 神奈川県             | 横浜国際総合競技場                 | イラン                   | ○2-1        | ジーコ                   | ワールドカップ予選               |
| 5.  | 2005年11月16日 | 東京都               | 国立霞ヶ丘競技場陸上競技場         | アンゴラ                 | ○1-0        | ジーコ                   | キリンチャレンジカップ           |
| 6.  | 2006年02月10日 | サンフランシスコ     |                                    | アメリカ合衆国           | ●2-3        | ジーコ                   | 国際親善試合                     |
| 7.  | 2006年05月09日 | 大阪府               | 長居陸上競技場                     | ブルガリア               | ●1-2        | ジーコ                   | キリンカップ                     |
| 8.  | 2006年08月16日 | 新潟県               | 新潟スタジアム                     | イエメン                 | ○2-0        | イビチャ・オシム         | アジアカップ予選                 |
| 9.  | 2006年09月03日 | ジッダ               |                                    | サウジアラビア           | ●0-1        | イビチャ・オシム         | アジアカップ予選                 |
| 10. | 2006年09月06日 | サヌア               |                                    | イエメン                 | ○1-0        | イビチャ・オシム         | アジアカップ予選                 |
| 11. | 2006年10月04日 | 神奈川県             | 横浜国際総合競技場                 | ガーナ                   | ●0-1        | イビチャ・オシム         | キリンチャレンジカップ           |
| 12. | 2006年10月11日 | バンガロール         |                                    | インド                   | ○3-0        | イビチャ・オシム         | アジアカップ予選                 |
| 13. | 2006年11月15日 | 北海道               | 札幌ドーム                         | サウジアラビア           | ○3-1        | イビチャ・オシム         | アジアカップ予選                 |
| 14. | 2007年03月24日 | 神奈川県             | 横浜国際総合競技場                 | ペルー                   | ○2-0        | イビチャ・オシム         | キリンチャレンジカップ           |
| 15. | 2007年06月01日 | 静岡県               | 静岡県小笠山総合運動公園スタジアム | モンテネグロ             | ○2-0        | イビチャ・オシム         | キリンカップ                     |
| 16. | 2007年06月05日 | 埼玉県               | 埼玉スタジアム2002                 | コロンビア               | △0-0        | イビチャ・オシム         | キリンカップ                     |
| 17. | 2007年07月09日 | ハノイ               |                                    | カタール                 | △1-1        | イビチャ・オシム         | アジアカップ                     |
| 18. | 2007年07月13日 | ハノイ               |                                    | アラブ首長国連邦         | ○3-1        | イビチャ・オシム         | アジアカップ                     |
| 19. | 2007年07月16日 | ハノイ               |                                    | ベトナム                 | ○4-1        | イビチャ・オシム         | アジアカップ                     |
| 20. | 2007年07月21日 | ハノイ               |                                    | オーストラリア           | △1-1(PK4-3) | イビチャ・オシム         | アジアカップ                     |
| 21. | 2007年07月25日 | ハノイ               |                                    | サウジアラビア           | ●2-3        | イビチャ・オシム         | アジアカップ                     |
| 22. | 2007年07月28日 | パレンバン           |                                    | 韓国                     | △0-0(PK5-6) | イビチャ・オシム         | アジアカップ                     |
| 23. | 2007年08月22日 | 大分県               | 大分スポーツ公園総合競技場         | カメルーン               | ○2-0        | イビチャ・オシム         | キリンチャレンジカップ           |
| 24. | 2007年10月17日 | 大阪府               | 長居陸上競技場                     | エジプト                 | ○4-1        | イビチャ・オシム         | アジア・アフリカチャレンジカップ |
| 25. | 2008年01月26日 | 東京都               | 国立霞ヶ丘競技場陸上競技場         | チリ                     | △0-0        | 岡田武史                 | キリンチャレンジカップ           |
| 26. | 2008年01月30日 | 東京都               | 国立霞ヶ丘競技場陸上競技場         | ボスニア・ヘルツェゴビナ | ○3-0        | 岡田武史                 | キリンチャレンジカップ           |
| 27. | 2008年02月06日 | 埼玉県               | 埼玉スタジアム2002                 | タイ                     | ○4-1        | 岡田武史                 | ワールドカップ予選               |
| 28. | 2008年03月26日 | マナマ               |                                    | バーレーン               | ●0-1        | 岡田武史                 | ワールドカップ予選               |
| 29. | 2008年05月27日 | 埼玉県               | 埼玉スタジアム2002                 | パラグアイ               | △0-0        | 岡田武史                 | キリンカップ                     |
| 30. | 2008年08月20日 | 北海道               | 札幌ドーム                         | ウルグアイ               | ●1-3        | 岡田武史                 | キリンチャレンジカップ           |
| 31. | 2008年09月06日 | マナマ               |                                    | バーレーン               | ○3-2        | 岡田武史                 | ワールドカップ予選               |
| 32. | 2008年10月15日 | 埼玉県               | 埼玉スタジアム2002                 | ウズベキスタン           | △1-1        | 岡田武史                 | ワールドカップ予選               |
| 33. | 2008年11月13日 | 兵庫県               | 御崎公園球技場                     | シリア                   | ○3-1        | 岡田武史                 | キリンチャレンジカップ           |
| 34. | 2009年05月27日 | 大阪府               | 長居陸上競技場                     | チリ                     | ○4-0        | 岡田武史                 | キリンカップ                     |
| 35. | 2009年05月31日 | 東京都               | 国立霞ヶ丘競技場陸上競技場         | ベルギー                 | ○4-0        | 岡田武史                 | キリンカップ                     |
| 36. | 2009年06月06日 | タシケント           |                                    | ウズベキスタン           | ○1-0        | 岡田武史                 | ワールドカップ予選               |
| 37. | 2009年06月10日 | 神奈川県             | 横浜国際総合競技場                 | カタール                 | △1-1        | 大木武（代行）           | ワールドカップ予選               |
| 38. | 2009年06月17日 | メルボルン           |                                    | オーストラリア           | ●1-2        | 岡田武史                 | ワールドカップ予選               |
| 39. | 2009年09月09日 | ユトレヒト           |                                    | ガーナ                   | ○4-3        | 岡田武史                 | 国際親善試合                     |
| 40. | 2009年10月10日 | 神奈川県             | 横浜国際総合競技場                 | スコットランド           | ○2-0        | 岡田武史                 | キリンチャレンジカップ           |
| 41. | 2009年11月18日 | 香港                 |                                    | 香港                     | ○4-0        | 岡田武史                 | アジアカップ予選                 |
| 42. | 2010年04月07日 | 大阪府               | 長居陸上競技場                     | セルビア                 | ●0-3        | 岡田武史                 | キリンチャレンジカップ           |
| 43. | 2010年05月24日 | 埼玉県               | 埼玉スタジアム2002                 | 韓国                     | ●0-2        | 岡田武史                 | キリンチャレンジカップ           |
| 44. | 2010年05月30日 | グラーツ             |                                    | イングランド             | ●1-2        | 岡田武史                 | 国際親善試合                     |
| 45. | 2010年06月04日 | シオン               |                                    | コートジボワール         | ●0-2        | 岡田武史                 | 国際親善試合                     |
| 46. | 2010年06月14日 | ブルームフォンテーン |                                    | カメルーン               | ○1-0        | 岡田武史                 | ワールドカップ                   |
| 47. | 2010年06月19日 | ダーバン             |                                    | オランダ                 | ●0-1        | 岡田武史                 | ワールドカップ                   |
| 48. | 2010年06月24日 | ルステンブルク       |                                    | デンマーク               | ○3-1        | 岡田武史                 | ワールドカップ                   |
| 49. | 2010年06月29日 | プレトリア           |                                    | パラグアイ               | △0-0(PK3-5) | 岡田武史                 | ワールドカップ                   |
| 50. | 2010年10月08日 | 埼玉県               | 埼玉スタジアム2002                 | アルゼンチン             | ○1-0        | アルベルト・ザッケローニ | キリンチャレンジカップ           |
| 51. | 2011年08月10日 | 北海道               | 札幌ドーム                         | 韓国                     | ○3-0        | アルベルト・ザッケローニ | キリンチャレンジカップ           |
| 52. | 2011年09月06日 | タシケント           |                                    | ウズベキスタン           | △1-1        | アルベルト・ザッケローニ | ワールドカップ予選               |
| 53. | 2011年10月07日 | 兵庫県               | 御崎公園球技場                     | ベトナム                 | ○1-0        | アルベルト・ザッケローニ | キリンチャレンジカップ           |

### ゴール
| #  | 開催年月日    | 開催地           | 対戦国         | 勝敗 | 試合概要                   |
| -- | ------------- | ---------------- | -------------- | ---- | -------------------------- |
| 1. | 2006年8月16日 | 日本、新潟市     | イエメン       | ○2-0 | AFCアジアカップ2007 (予選) |
| 2. | 2007年7月25日 | ベトナム、ハノイ | サウジアラビア | ●2-3 | AFCアジアカップ2007準決勝  |
| 3. | 2009年5月27日 | 日本、大阪市     | チリ           | ○4-0 | キリンカップ               |

## 指導歴
- 2022年 - 浦和レッズ
  - 2022年 - 2024年 ユース コーチ
  - 2025年 - ユース 監督
  - 2025年 - トップチーム ロールモデルコーチ
- 2022年 - 日本代表
  - 2022年 - ロールモデルコーチ

## タイトル

### チーム
ジェフユナイテッド千葉
- Jリーグカップ：2回（2005年、2006年）

浦和レッズ
- J1リーグ 1stステージ：1回（2015年）
- J1リーグ 2ndステージ：1回（2016年）
- Jリーグカップ： 1回（2016年）
- 天皇杯 JFA 全日本サッカー選手権大会：2回（2018年、2021年 ）
- AFCチャンピオンズリーグ：2回（2007年、2017年 ）
- スルガ銀行チャンピオンシップ：1回（2017年）

### 個人
- メニコンカップ（クラブユース東西対抗戦） 最優秀選手：1回（1996年）
- Jリーグベストイレブン：4回（2005年、2006年、2007年、2016年）
- Jリーグ優秀選手賞：8回（2005年、2006年、2007年、2008年、2012年、2014年、2015年、2016年）
- Jリーグ功労選手賞：（2022年）
- J1リーグMYアウォーズ ベストイレブン：1回（2016年）
- Jリーグカップ ニューヒーロー賞：（2005年）[32]
- Jリーグカップ ベストイレブン：1回（2005年）
- 浦和レッズ後援会 特別功労賞：1回（2022年）
- 彩の国スポーツ功労賞：1回（2010年）
- 市川市名誉市民・市民栄誉賞：1回（2010年）

## 書籍
- 2011年6月 『泣いた日』 (ベストセラーズ)  ISBN 978-4584133217